# Abromus algarvensis
Abromus algarvensis é uma espécie de insetos coleópteros polífagos pertencente à família Bothrideridae.
A autoridade científica da espécie é Dajoz, tendo sido descrita no ano de 1977.
Trata-se de uma espécie presente no território português.